# Traitement systémique
Pour les articles homonymes, voir Systémique (homonymie).
Un traitement systémique (parfois appelé « endothérapie ») est un traitement préventif, curatif ou destructif réalisé généralement au moyen d'un produit chimique destiné à pénétrer à l'intérieur un organisme pour le guérir, le détruire ou le protéger contre certains de ses agresseurs. Les traitements systémiques se sont beaucoup développés au cours des dernières décennies en agriculture (insecticides, herbicides…) et en médecine (chimiothérapie…). 

## Modes d'action

### Chez les végétaux
En agriculture, de nombreux produits sont actuellement utilisés.
La molécule active est absorbée par la plante, au cours de la germination de la graine, par les feuilles ou les racines, puis elle circule dans le système vasculaire de la plante. 
Les traitements peuvent être effectués sur les semences, par arrosage ou pulvérisation ou simple contact sur le feuillage ou les racines (fumigation), par injection dans le tronc des arbres…). 

### Chez les animaux
Dans le cadre de la médecine vétérinaire, la molécule active absorbée est diffusée par le sang et la lymphe.
Par exemple, on traite les rongeurs via des appâts afin de les débarrasser de Phlebotomus papatasi Scopoli , ou encore avec certains traitements antiparasitaires (ex. : ivermectine d'animaux domestiques et familiers)

### Chez l'homme
Pour lutter contre le cancer sur l'ensemble du corps, les traitements systémiques tels que la chimiothérapie et l'hormonothérapie peuvent agir à la fois sur la tumeur d'origine et sur les éventuelles métastases.

## Inconvénients de certains traitements insecticides systémiques
Les néonicotinoïdes sont des traitements systémiques insecticides toxiques pour les insectes suceurs, piqueurs ou phytophages ou divers autres parasites,. Ils ont l'inconvénient pour différentes espèces cultivées d'exposer les pollinisateurs, de manière chronique à de faibles doses du pesticide. Largement utilisés depuis quelques années, d'abord pour les plantes agricoles en traitement des semences principalement, puis pour certains arbres fruitiers, arbres élevés en plein champ (ex. : plantations de palmiers à huile ou de cocotiers ) ou en pépinières (résineux ainsi traités contre l'hylobe, en remplacement du carbosulfan.
Présentant l'avantage de réduire ou d'éviter les traitements en culture nécessitant de fortes quantités de produits, ils sont très efficaces à faibles doses, ils sont rapidement (à la fin du XXe siècle) devenus les pesticides les plus utilisés dans le monde. En 2015 les néonicotinoïdes étaient mis sur le marché et autorisés dans plus de 120 pays, environ 60 % de tous les néonicotinoïdes étaient livrés en tant que traitements des semences ou du sol,,.
Ils ont cependant contribué à polluer les milieux agricoles où ils sont utilisés. Des néonicotinoïdes et leurs métabolites, sont désormais retrouvés à des doses biologiquement actives dans de nombreux écosystèmes, devenant une source d'exposition chronique (et parfois aiguë) d'une grande partie de la faune sauvage, initialement non ciblée. Des études sur le contenu alimentaire des rayons de ruches d'abeilles démontrent une exposition chronique des apidés aux néonicotinoïdes, au fipronil et à leurs métabolites (généralement dans la gamme 1-100 ppb), en mélange à d'autres pesticides et toxiques dont certains bien connus pour agir synergiquement avec certains néonicotinoïdes[réf. nécessaire].

### Effets sur l'environnement
Les insecticides systémiques étant relativement récents, leurs effets environnementaux ne sont probablement qu'incomplètement évalués et mesurés.
Ils n'ont théoriquement pas d'effet sur les insectes ne consommant pas de fragments ni fluides issus de la plante traitée, mais :
- certains autres insectes peuvent être touchés lors de l'application (ces molécules sont très petites ce qui est propice à leur envol et dispersion dans l'environnement, et les néocotinoïdes sont en outre très solubles dans l'eau) ;
- ces substances peuvent indirectement toucher les prédateurs des insectes indésirés (ceux qui nuisent à la plante) par voie alimentaire et donc avoir l'effet inverse de celui souhaité puisque la « faune utile » a en général un cycle de vie plus long et une fécondité moindre ;
- certains pesticides systémiques (ex. : à base d'imidaclopride) sont présents dans le pollen et le nectar[17]. Ils sont fortement soupçonnés de contribuer à la régression générale de la plupart des espèces de pollinisateurs et notamment au syndrome d'effondrement des colonies d'abeilles[18]. En 2017, il est démontré que le fipronil affecte la fécondité des apidés mâles en se montrant cytotoxique pour leurs spermatozoïdes[19] ;
- ces pesticides présents dans la plante vivante ou morte peuvent interagir avec la rhizosphère[20], ou être ingérés par des animaux herbivores, avec des effets mal évalués. Les effets écosystémiques de leurs résidus sont également mal connus mais pour le fipronil par exemple ils peuvent être plus toxique que le molécule-mère ;
- leur demi-vie est parfois longue, surtout à l'abri du soleil dans le sol : celle des néonicotinoïdes peuvent ainsi y dépasser 1 000 jours[21]. Ils peuvent ainsi rapidement s'accumuler dans les zones agricoles là où ils sont utilisés plusieurs années de suite. On a aussi montré qu'ils peuvent « persister dans des plantes ligneuses pour des périodes dépassant une année »[21].